# جووانی بوتویا
جووانی بوتویا (ایتالیایی: Giovanni Bottoia؛ زادهٔ ۹ مهٔ ۱۹۶۲) دوچرخه‌سوار اهل ایتالیا است.